# Принцип наблюдаемости
Принцип наблюдаемости — принцип в теоретической физике, требующий, чтобы в науку вводились не умозрительные, а только наблюдаемые величины и утверждения — утверждения, которые можно хотя бы мысленно, хотя бы в принципе проверить на опыте.
Наблюдаемым считается объект, который поддается измерению.
С этим принципом согласны не все исследователи, так как в физике имеются не только понятия, допускающие непосредственную эмпирическую интерпретацию, но и абстрактные теоретические конструкции, непосредственно не связанные с опытом. По мнению Р. Фейнмана, науку можно создавать не только из понятий, которые непосредственно связаны с опытом, а можно использовать все что угодно при условии, что её следствия можно будет сопоставить с экспериментом.
Развитие теоретической физики во второй половине XX в. показало, что требование наблюдаемости не должно применяться слишком жёстко.
Например, замкнутые уравнения в квантовой механике существуют не для наблюдаемых величин, а для волновой функции, через которую наблюдаемые выражаются квадратично.